# 李聰 (弘治進士)
李聰（1452年—？），字敏德，福建泉州府晉江縣人，民籍，明朝政治人物。

## 生平
福建鄉試第十七名舉人。弘治三年（1490年）中式庚戌科會試第一百四名，三甲第一百六十一名進士。授翰林院檢討，改雍王府長史，因進言不納乞求歸鄉，不再出仕，鄉人器重，稱之為李古先生，著有《易经外义发凡剔要》等書。

## 家族
曾祖李靜；祖父李澤；父李訓，母紀氏。具庆下。弟明、智。